# Madame Legros (Film)
Madame Legros ist ein deutscher Fernsehfilm aus dem Jahr 1968 und eine Verfilmung des gleichnamigen Dramas in drei Akten von Heinrich Mann von 1913. Die Handlung beruht lose auf der Befreiung des Henri Masers de Latude, der jedoch nicht als handelnde Person auftritt.

## Handlung
Paris, kurz vor der Französischen Revolution: Madame Legros arbeitet im Laden ihres Mannes, des Strumpfwirkers Legros, zusammen mit dessen Cousine Lisette. Eines Tages kommt sie gerade an der Bastille vorbei, als ihr ein Zettel vor die Füße fällt: die Nachricht des Gefangenen Latude, der seit 43 Jahren unschuldig dort eingesperrt ist, weil er die Marquise de Pompadour, die Mätresse des damaligen Königs Ludwig XV., liebte. Madame Legros möchte sich nun für den Gefangenen einsetzen, was ihr Mann aber ablehnt, da er glaubt, man könne gegen die Obrigkeit sowieso nichts ausrichten und solle lieber unauffällig bleiben. Trotzdem spricht Madame Legros Menschen auf der Straße an und stachelt eine sich zusammenballende Volksmenge auf, zur Bastille zu ziehen und den Gefangenen zu befreien. Sie werden zunächst von Soldaten festgenommen. Drei Adlige verfolgen jedoch interessiert die Szene, und der Chevalier d'Angelot erwirkt auf Veranlassung der Gräfin d'Orchat die Freilassung der Gefangenen. Die Adligen langweilen sich in ihrem Luxusleben und fanden es spannend, einer echten Revolte beizuwohnen. Der Chevalier bewundert Madame Legros und verspricht, ihr zu helfen, deutet aber an, dass sie als Gegenleistung seine Geliebte werden solle. Die sehr tugendhafte Madame Legros geht nur widerwillig darauf ein.
Madame Legros verbringt nun ihre gesamte Zeit damit, Menschen auf Latudes Schicksal aufmerksam zu machen, und vernachlässigt ihre Arbeit. Darunter leiden ihre Ehe und die Einkünfte des Ladens, und Lisette nimmt für Monsieur Legros nach und nach die Position seiner Ehefrau ein. Nach ein paar Wochen wird Madame Legros zur Gräfin d'Orchat eingeladen; man versprach ihr, dass eine sehr einflussreiche Person dort sein werde, die sich für das Schicksal des Gefangenen interessiere. Tatsächlich stellt Madame Legros aber nur einen Zeitvertreib für die Adligen dar; man amüsiert sich über ihre Tugendhaftigkeit wie über das Verhalten eines exotischen Tiers. Der Baron de Clairvaux bietet ihr an, sich beim König für sie einzusetzen, dafür müsste sie aber den Chevalier belauschen und ein Geheimnis weitergeben. Erneut wird also ihre Tugend auf die Probe gestellt, und auch diesmal geht sie dem Gefangenen zuliebe darauf ein.
Bei der einflussreichen Person handelt es sich um die Königin Marie-Antoinette selbst. Die Königin glaubt nicht an Madame Legros’ Tugend und vermutet eine Liebesaffäre zwischen ihr und dem Gefangenen. Madame Legros spielt ihr vor, es gäbe eine solche Affäre (obwohl sie tatsächlich den Gefangenen nie zu Gesicht bekommen hat), um die Begierde der Königin nach einer Skandalgeschichte zu befriedigen. Daraufhin verspricht die Königin, den Gefangenen freizulassen, weitere Belohnungen oder Auszeichnungen lehnt Madame Legros jedoch ab.
Vom Volk wird Madame Legros nun wie eine Heilige verehrt und von der Académie française mit einem Tugendpreis ausgezeichnet. Sie selbst sieht sich jedoch ganz anders, musste sie doch ihre Tugend kompromittieren, um ihr Ziel zu erreichen. Sie weigert sich, die Revolutionäre, die die Bastille stürmen wollen, anzuführen – für sie ging es immer nur um den einen unschuldig Gefangenen, nicht um einen Umsturz. Madame Legros kehrt zu ihrem Mann zurück, der Lisette entlässt und seine Frau zurücknimmt. Der Chevalier d'Angelot, der sie ehrlich bewundert, wird in ihrem Laden von den Revolutionären getötet.

## Produktion
Der Film ist eine Produktion des Bayerischen Rundfunks. Zum ersten Mal ausgestrahlt wurde er am 23. Oktober 1968 im deutschen und am 28. November 1968 im österreichischen Fernsehen.

## Rezeption
„[Kuzmanys] Sprechkunst, Rhetorik ist großartig, doch die sinnliche Ausstrahlung, die zu dieser Rolle gehört, blieb aus. [...] In Michael Kehlmanns Farbinszenierung wurde das sterbende Rokoko und die neue Volkskraft, die es ablöst, etwas langatmig vorgeführt, es fehlte der Funken, der Feuer schlug.“

„Die antiquierte Theatersprache Manns war eher ein Hemmnis, obwohl die Kuzmany in der Titelrolle oftmals Momente in bester Käthe-Gold-Manier hatte.“